# 分裂引理
在数学中，更准确地是同调代数中，分裂引理（splitting lemma）说在任何阿贝尔范畴中，关于短正合序列的下列陈述是等价的。
给定一个具有映射q 与r 的短正合序列：
{\displaystyle 0\rightarrow A{\overset {q}{\longrightarrow }}B{\overset {r}{\longrightarrow }}C\rightarrow 0}
我们写出映射（可能不存在）的箭头t 与u：
{\displaystyle 0\rightarrow A{{q \atop \longrightarrow } \atop {\longleftarrow  \atop t}}B{{r \atop \longrightarrow } \atop {\longleftarrow  \atop u}}C\rightarrow 0}
下列陈述是等价的：
1.左分裂：存在一个映射tB → A 使得tq 是A 的恒等映射；
2.右分裂：存在一个映射uC → B 使得ru 是C 的恒等映射；
3.直和B 同构于A 与C 的直和，q 是A 的自然内射而r 是到C 的投影。
如果上述陈述成立，短正合序列成为分裂的。
这使我们可改进第一同构定理：
- 这一同构定理说在上述短正合序列中{\displaystyle C\cong B/q(A)}；
- 如果序列分裂则{\displaystyle B\cong q(A)\oplus u(C)\cong A\oplus C}，而第一同构定理恰是到C 的投影。

这是线性代数中秩-零化度定理（{\displaystyle V\approx \ker T\oplus \operatorname {im} \,T}的形式）的一个范畴推广。

## 证明
首先证明 (3)蘊含 (1)与 (2)。我们假设 (3)成立，取t 为直和到A 的自然投影，取u 为C 到直和的自然内射。
为了证明 (1)蘊含 (3)，首先注意到B 中任何元素属于集合 (ker t + im q)。这是因为对B 中任意b，b = (b - qt（b）) + qt（b）；qt（b）显然属于im q，而 (b - qt（b）)属于ker t，因为
t（b - qt（b））= t（b）- tqt（b）= t（b）- (tq)t（b）= t（b）- t（b）= 0.
然后，im q 与ker t 的交集为{0}，因若存在a 属于A 使得q（a）= b 以及t（b）= 0，则0 = tq（a）= a；从而b = 0。
这就证明了B 是im q 与ker t 的直和。故对所有b 属于B，b 可以惟一地等同于某个a 属于A，k 属于ker t，使得b = q（a）+ k。
由正合性，ker rq = A，故ker r = im q。子序列B → C → 0蘊涵着r 是映上的；从而对任意c 属于C 存在某个b = q（a）+ k 使得c = r（b）= r(q（a）+ k) = r（k）。故对任意c 属于C，存在k 属于ker t 使得c = r（k），以及r（ker t）= C。
如果r（k）= 0，则k 属于im q；因im q 与ker t 的交集 = {0}，则k = 0。从而同态r : ker t → C 的限制是一个同构；且ker t 同构于C。
最后im q 同构于A，因为0 → A → B 的正合性；故B 同构于A 与C 的直和，这就证明了 (3)。
类似地可证明 (2)蕴含 (3)。B 中任何元素属于集合ker r + im u；因为对所有b 属于B，b = (b - ur（b）) + ur（b），这属于in ker r + im u。ker r 与im u 的交集是{0}，因若r（b）= 0以及u（c）= b，则0 = ru（c）= c。
由正合性，im q = ker r，以及q 是一个内射，im q 同构于A，故A 同构于ker r。由于ru 是一个双射，u 是一个内射，故im u 同构于C。所以B 是A 与C 的直和。

## 非阿贝尔群
这里所述的形式，分裂引理在全群范畴中不成立，它不是一个阿贝尔范畴。

### 部分真
它是部分真的：如果一个群短正合序列是左分裂或是直和（条件1或3），则所有条件成立。对直和这是清楚的，因为直和给出的内射与投影。对一个左分裂序列，映射{\displaystyle r\times t\colon B\to A\times C}给出一个同构，故B 是一个直和（条件3），从而取此同构之逆并与自然内射{\displaystyle C\to A\times C}复合给出一个分裂t 的内射{\displaystyle C\to B}（条件2）。
但是如果一个短正合序列是右分裂的（条件2），则未必是左正合的或是直和（条件1或条件3均未必成立）：问题是右分裂的像不必是正规的。在此情形B 是一个半直积，一般不是一个直积。

### 反例
为了构造一个反例，取最小非阿贝尔群{\displaystyle B\cong S_{3}}，三个字母的对称群。设A 为交错子群，令{\displaystyle C=B/A\cong \{\pm 1\}}。令q 与r 分别表示包含映射与符号映射，从而
{\displaystyle 0\rightarrow A{\stackrel {q}{\longrightarrow }}B{\stackrel {r}{\longrightarrow }}C\rightarrow 0}，
是一个短正合序列。条件 (3)不成立，因为{\displaystyle S_{3}}不是阿贝尔群。但条件 (2)成立：我们通过将生成元映到任意二阶循环定义u: C → B。注意条件 (1)不成立：任何映射t: B → A 必然将任何二阶循环映为单位，由拉格朗日定理。但每个置换是两个循环之乘积，故t 是平凡映射，从而tq: A → A 是平凡映射，而不是恒等。